# The Official Lebanese Top 20

Logo de l'Official Lebanese Top 20.

The Official Lebanese Top 20 (traduit littéralement « le top 20 officiel libanais ») est un classement hebdomadaire de musique au Liban.